# ラマン分光法

左から順に赤外吸収、レイリー散乱、ストークスラマン散乱、反ストークスラマン散乱。3つの散乱では仮想状態へ遷移する。線の太さはシグナル強度を大まかに示している。

物質に振動数{\displaystyle \nu _{i}}の単色光を当てて散乱されると、ラマン効果によってストークス線{\displaystyle \nu _{s}}と反ストークス線{\displaystyle \nu _{a}}のラマン線が現れる。ラマン線の波長や散乱強度を測定して、物質のエネルギー準位を求めたり、物質の同定や定量を行う分光法をラマン分光法（ラマンぶんこうほう、Raman spectroscopy）と呼ぶ。
ラマン分光の特徴として、赤外分光法では測定が困難な水溶液のスペクトルが容易に測定でき、しかも微小量の試料でよいことから、水溶液の定性、定量分析に適している。また強誘電体の相転移機構、結晶の格子振動、分子振動などの固体の物性研究にも応用されている。

## 共鳴ラマン分光法
ラマン線を生じる遷移の中間エネルギー状態は仮想状態であるが、これがたまたま分子の実在のエネルギー準位と一致すると非常に強い散乱が起こり、共鳴ラマン分光法と呼ばれる。

## ラマン分光光度計
測定には、光源、試料照射部、分光器、散乱光検出器で構成されるラマン分光光度計が用いられる。

### 光源
ラマン散乱の断面積が小さいため散乱光は弱いので、ラマン分光用の励起光源にはレーザーが用いられている。

### 分光器
ラマン散乱光は通常種々の原因の強い迷光を伴うので、分光器の迷光レベルをできるだけ低くするためにダブルモノクロメーターがよく用いられる。

### 検出器
微弱な光を検出できるものが使用される。
- 光電子増倍管
- CCD検出器

## ラマン分光法と赤外分光法
ラマン分光法は紫外線や可視光線の散乱を利用する（つまり散乱スペクトルを得る）ものであるのに対し、赤外分光法は赤外線の吸収を利用する（つまり吸収スペクトルを得る）ものであるため、両者は本質的に別の方法である。しかしながら、両者は共に分子の振動のエネルギーを調べるものであるという点では共通している。なお、一般にラマン分光スペクトルで強いピークの現れる分子の振動は、赤外吸収スペクトルでは弱いピークにしかならず、逆に、ラマン分光スペクトルでは弱いピークにしか現れない分子の振動は、赤外吸収スペクトルで強いピークとなって現れるという意味において、しばしば、この両者は互いに相補的な関係にあると言われることがある。